# Kuweczyczi
Kuweczyczi (ukr. Кувечичі) – wieś na Ukrainie, w obwodzie czernihowskim, w rejonie czernihowskim, w hromadzie Nowyj Biłous. W 2001 liczyła 623 mieszkańców, wśród których 583 wskazało jako ojczysty język ukraiński, 25 rosyjski, 1 mołdawski, 2 bułgarski, a 12 gagauski.